# Бруздович, Иоанна
Иоанна Бруздович (пол. Joanna Bruzdowicz; 17 мая 1943, Варшава — 4 ноября 2021) — польский композитор.

## Биография
Училась в варшавской Академии музыки имени Шопена (по классу композиции — у Казимежа Сикорского), затем, по стипендии французского правительства, в Париже у Нади Буланже, Оливье Мессиана, Пьера Шеффера. Занималась электронной музыкой, защитила диссертацию по теме «Математика и логика в современной музыке». В 1975 вместе с мужем поселилась в Бельгии, с 2002 жила во французской Каталонии. Имела трёх сыновей, один из них — актёр и кинорежиссёр Йорг Титтель (род. 1978).

## Творчество
Автор нескольких опер, двух симфоний, камерной музыки, активно работала в кино, где постоянно сотрудничала с Аньес Варда и Ивом Анжело.

## Оперы
- Исправительная колония (1968, по Францу Кафке)
- Троянки (1972, по Еврипиду)
- Врата рая (1984, по Ежи Анджеевскому)
- Течения и волны (1991—1992)